# 施馬倫湖 (塞格貝格縣)
54°05′07″N 10°15′15″E / 54.0854°N 10.2542°E

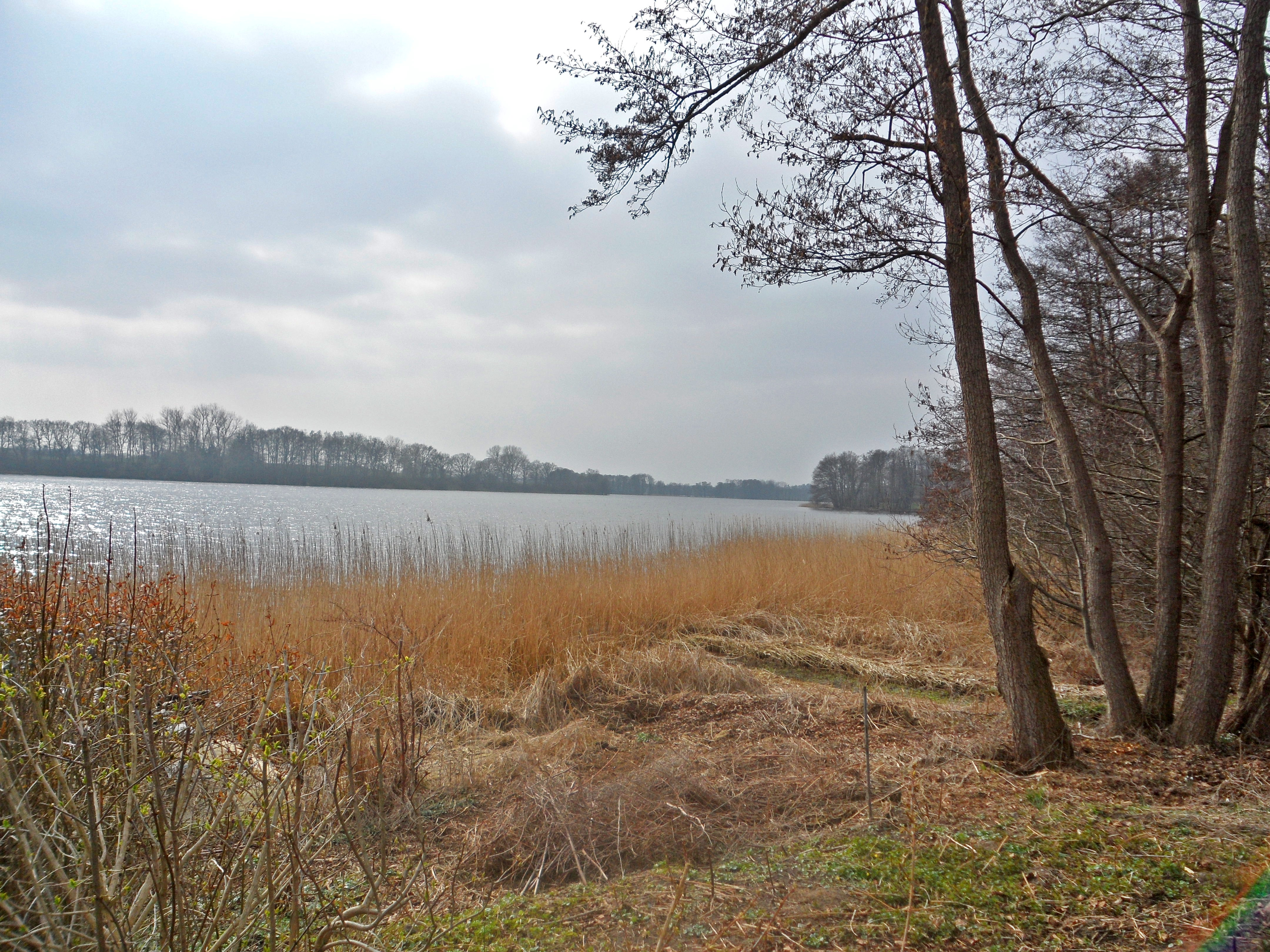

施馬倫湖（德語：Schmalensee），是德國的湖泊，位於該國北部石勒蘇益格-荷爾斯泰因州，由塞格貝格縣負責管轄，面積0.88平方公里，平均水深4.1米，最大水深7.5米，水體容量360萬立方米，湖岸線長度5.7公里。